# سرود سپیده
سرود سپیده مجموعه‌شعری از حمید سبزواری است. این کتاب در ۵۰۹ صفحه، حاوی اشعاری است در موضوع جنگ ایران و عراق. این کتاب شعر، کتاب سال جمهوری اسلامی شده است. اکبر هاشمی رفسنجانی در پیام تسلیتی که برای درگذشت حمید سبزواری منتشر کرده، از این کتاب یاد می‌کند، وی در بخشی از پیامش می‌نویسد: «درگذشت شاعر و ادیب انقلاب... را تسلیت می‌گویم. شخصیتی که به خاطر نگاهی لطیف به اتفاقات تاریخی، اشعار دلنشینی خلق کرده و سروده‌هایش از درد، سپیده و یاد یاران در شعر و ادب کشور ماندگار خواهد بود.»
این کتاب دومین دفتر از اشعار حمید سبزواری است که با مقدمه سید علی خامنه‌ای و صادق آینه‌وند منتشر شده‌است. این دفتر شامل اشعاری نو و کلاسیک است که به تفکیک از۱۳۸ رباعی، ۹۴ غزل، ۳۱ قصیده، ۱۶ مثنوی، ۱۲ شعر نو، ۹ چهارپاره، ۳ ترکیب‌بند، ۳ مسمط و ۲ قطعه تشکیل شده است.

## وضعیت نشر
این کتاب توسط انتشارات مختلفی چاپ یا تجدید چاپ شده‌است. از جمله آنها می‌توان به انتشارات انجمن قلم ایران و کیهان اشاره کرد.

## جوایز
این کتاب در هشتمین دوره همایش کتاب سال جمهوری اسلامی ایران، به عنوان اثر برگزیده معرفی و از آن تقدیر شد.